# Paramelita barnardi
Paramelita barnardi é uma espécie de crustáceo da família Paramelitidae.
É endémica da África do Sul.